# Gala (pomme)
Pour les articles homonymes, voir Gala.
 (décembre 2018).
Si vous disposez d'ouvrages ou d'articles de référence ou si vous connaissez des sites web de qualité traitant du thème abordé ici, merci de compléter l'article en donnant les références utiles à sa vérifiabilité et en les liant à la section « Notes et références ».

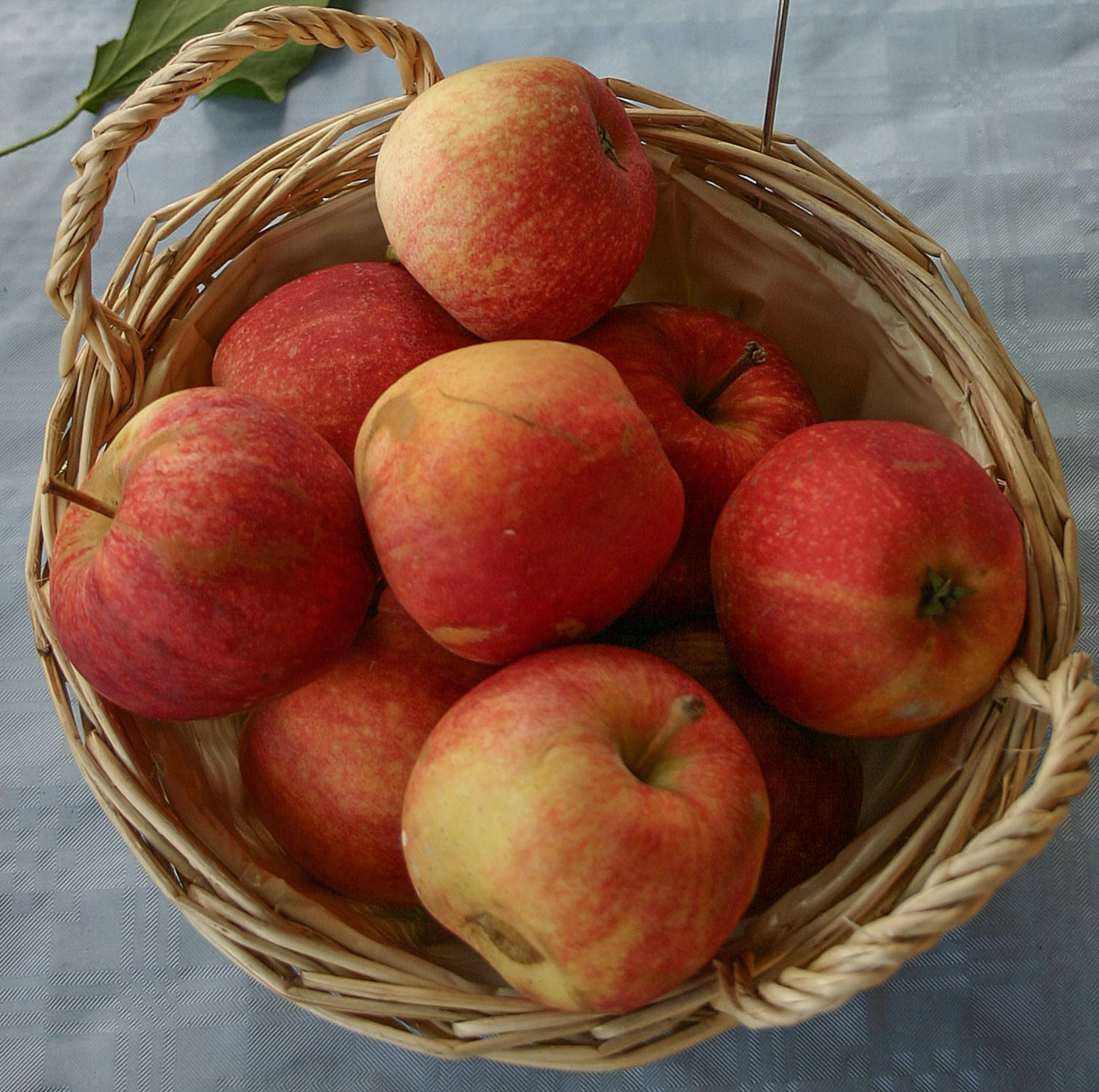
Pommes Royal Gala

La Gala est une pomme rouge issue du croisement entre la Kidd's Orange Red et la Golden Delicious. La variété a été créée en Nouvelle-Zélande dans les années 1930 par le pépiniériste J.H. Kidd. En France, c'est la deuxième pomme la plus cultivée (après la Golden Delicious) puisque les Galas et leurs variantes représentent près de 17 % de la production nationale.

## Description
Les pommes Gala sont plutôt petites. Rouge orangé à rayures verticales, elles résistent bien aux chocs bien qu'elles aient une peau très fine. La Gala est une pomme très sucrée, faiblement acide avec une petite pointe d’amertume ; ferme et juteuse, très croquante. Certains lui trouvent des arômes de banane et de poire.
Le code PLU de la variété est 4173.

## Santé
Antioxydants pour la Gala crue avec sa pelure : 2 828 µmol TE/100g .

## Sous-variétés

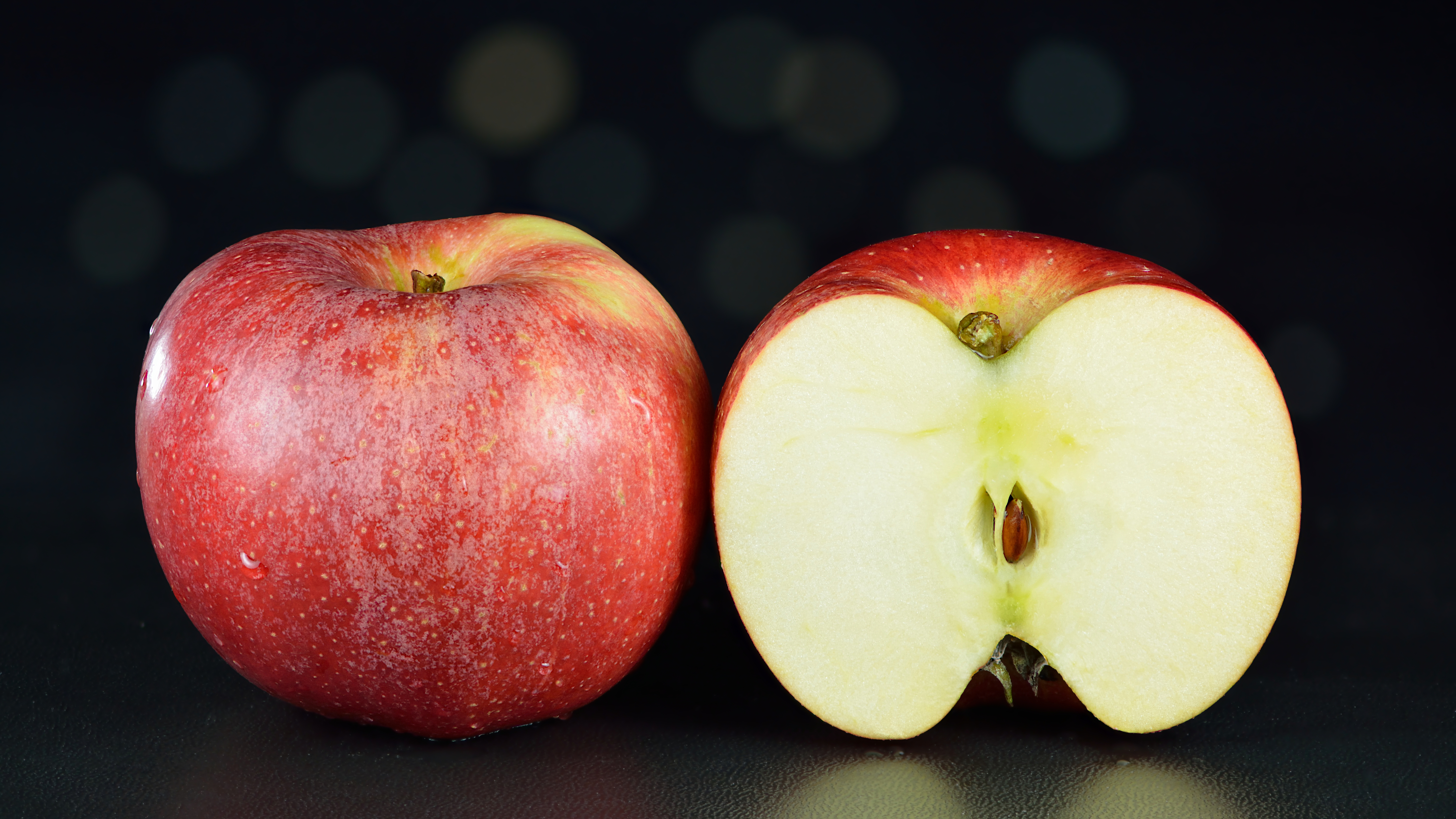
Royal Gala

Il existe de nombreuses mutantes de Gala souvent sélectionnées pour leur couleur plus rouge comme la populaire Royal Gala déposée par Ten Hove en 1977 et qu'il a rebaptisée Tenroy en 1985.

## Descendantes
Le croisement Tenroy et Florina a donné une pomme plus résistante : la Delfloga, plus connue sous le nom commercial Delbardivine.
Le croisement Gala et Florina a donné la Galarina (INRA).
Le croisement Gala et Red Free a donné la pomme Initial, une triploïde.

## Culture
Les pommiers Gala sont des arbres moyennement vigoureux.
Avec une bonne arcure, ils produisent de nombreux bourgeons actifs et nécessitent d'importantes interventions d'extinction si on veut éviter de n'avoir des fruits qu'une année sur deux (alternance).
La variété a une croissance végétative post-récolte plus importante sous climat chaud (méditerranéen) que sous climat plus frais (océanique), ce qui peut rendre la maîtrise de l'alternance plus difficile.

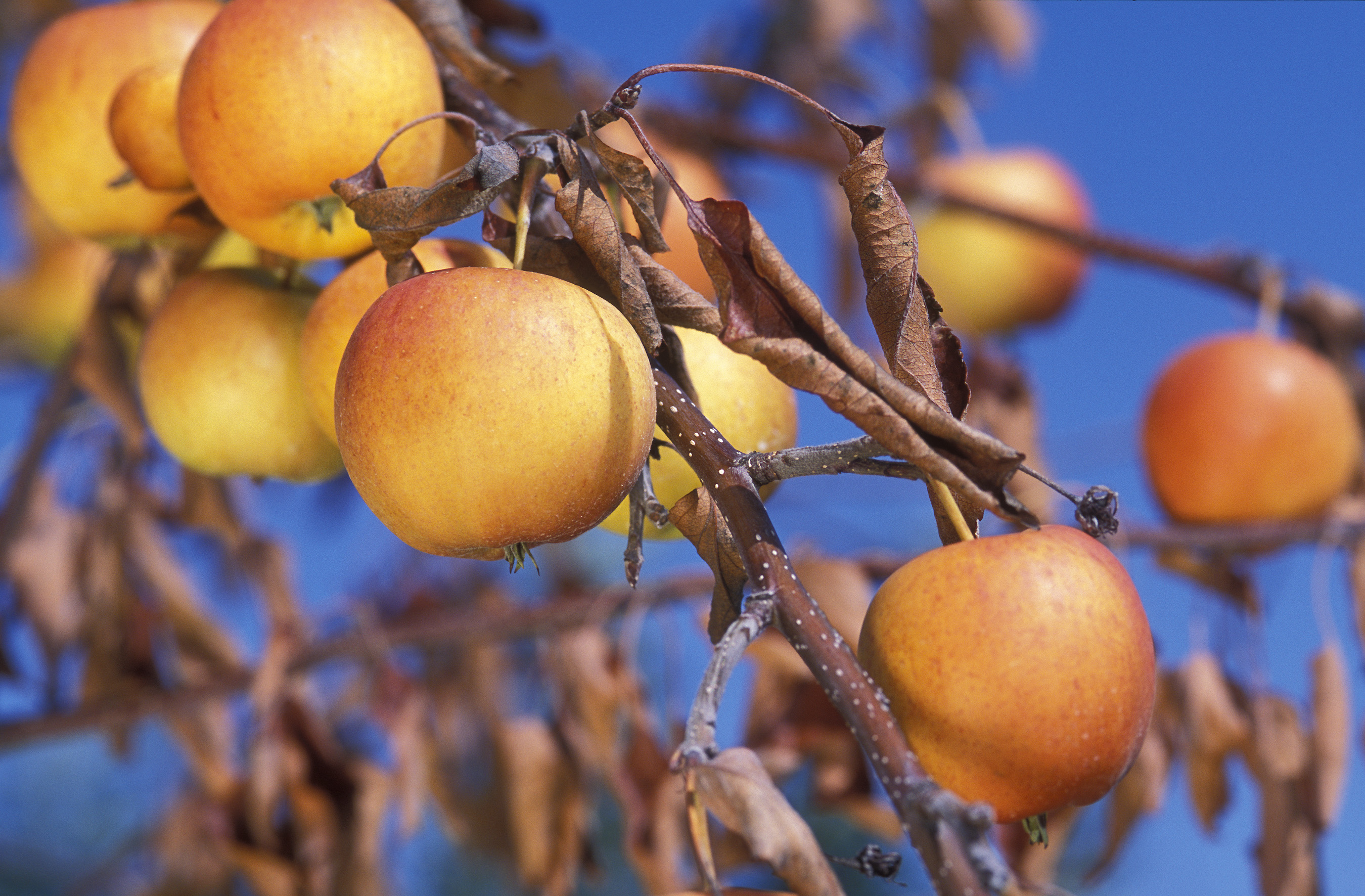
Pommier Gala attaqué par le feu bactérien.

Les cultivars Gala sont très sensibles à la tavelure du pommier, moyennement au feu bactérien et au mildiou. Ils conviennent aux cultures intensives traitées régulièrement mais moins aux petits jardins familiaux. Pour ceux-ci, la Delbardivine delfloga est une descendante plus appropriée car plus résistante.
La variété fleurit en mi-saison, c'est bonne pollinisatrice. Elle est pollinisée par Fuji, Grenadier, James Grieve, Scrumptious, Topaz.
La maturité s'obtient dès août selon les régions.

## Mode de préparation
Excellente crue, elle se consomme aussi en quartiers poêlés ou en beignets, et se cuisine au gril en lamelles, au micro-ondes, ou rôtie sans la peau.